# Escuela de Arquitectura de Gales
La Escuela de Arquitectura de Gales (en galés: Ysgol Bensaernïaeth Cymru) es una escuela perteneciente a la Universidad de Cardiff. En general, se la considera una escuela de arquitectura líder en el mundo y una de las mejores escuelas de arquitectura de Gran Bretaña. En 2019, QS clasificó a la escuela inmediatamente detrás de la Universidad de Princeton de la Ivy League y por delante de Pensilvania y Yale. La Escuela de Arquitectura de Gales figura actualmente como la número 3 en el Reino Unido según The Guardian Rankings, la número 5 según la guía universitaria completa, y número 5 en el Reino Unido por el ranking QS Subject.

## Antecedentes
La Escuela de Arquitectura de Gales se estableció en 1920 originalmente como el Instituto Técnico de Cardiff (posteriormente parte del Instituto de Ciencia y Tecnología de la Universidad de Gales).
Durante dos años WSA fue votada como la mejor escuela de arquitectura del Reino Unido en la tabla de clasificación del Times Higher Education. En 2013, The Guardian ocupó el segundo lugar y, en una encuesta de arquitectos realizada por el Architects' Journal, ocupó el primer lugar junto con la Architectural Association como la mejor escuela del Reino Unido. Su "enfoque intelectual, pero sensato" para el diseño abarca todos los aspectos de la arquitectura y se centra en el proyecto del estudio, basado en la enseñanza del diseño uno a uno. El personal académico cuenta con el apoyo de profesores visitantes y tutores de prácticas locales y líderes del Reino Unido.
El Sky Dome más grande del Reino Unido, un cielo artificial de 8 metros de diámetro administrado por la escuela y utilizado para modelar la luz del día y estudios de trayectoria solar, se construyó en el sótano del edificio en 1999.
En julio de 2013, la muestra anual de trabajos de estudiantes de grado se llevó a cabo por primera vez en Londres, en la Galería Truman en Brick Lane. El programa de 2015 fue descrito por The Observer como "más realista" que otros, pero "motivado por la creencia en la mejora".

## Programa académico
La WSA ofrece una licenciatura acreditada en Estudios Arquitectónicos. Condensa su curso de arquitectura de la Parte II, que normalmente implicaría 2 años de estudio a tiempo completo, en un año dedicado a trabajar en la práctica con módulos de estudio a tiempo parcial, seguido de 1 año a tiempo completo en la universidad. La Parte II se duplica como una calificación de Maestría en Arquitectura.
La escuela también ofrece una gama de cursos de posgrado impartidos e investigativos que incluyen el Diploma en Estudios Profesionales, una Maestría en Diseño Urbano y una Maestría en Ciencias en Conservación de Edificios Sostenibles o Energía Sostenible y Medio Ambiente.